# اليد السوداء (عصابة إجرامية)

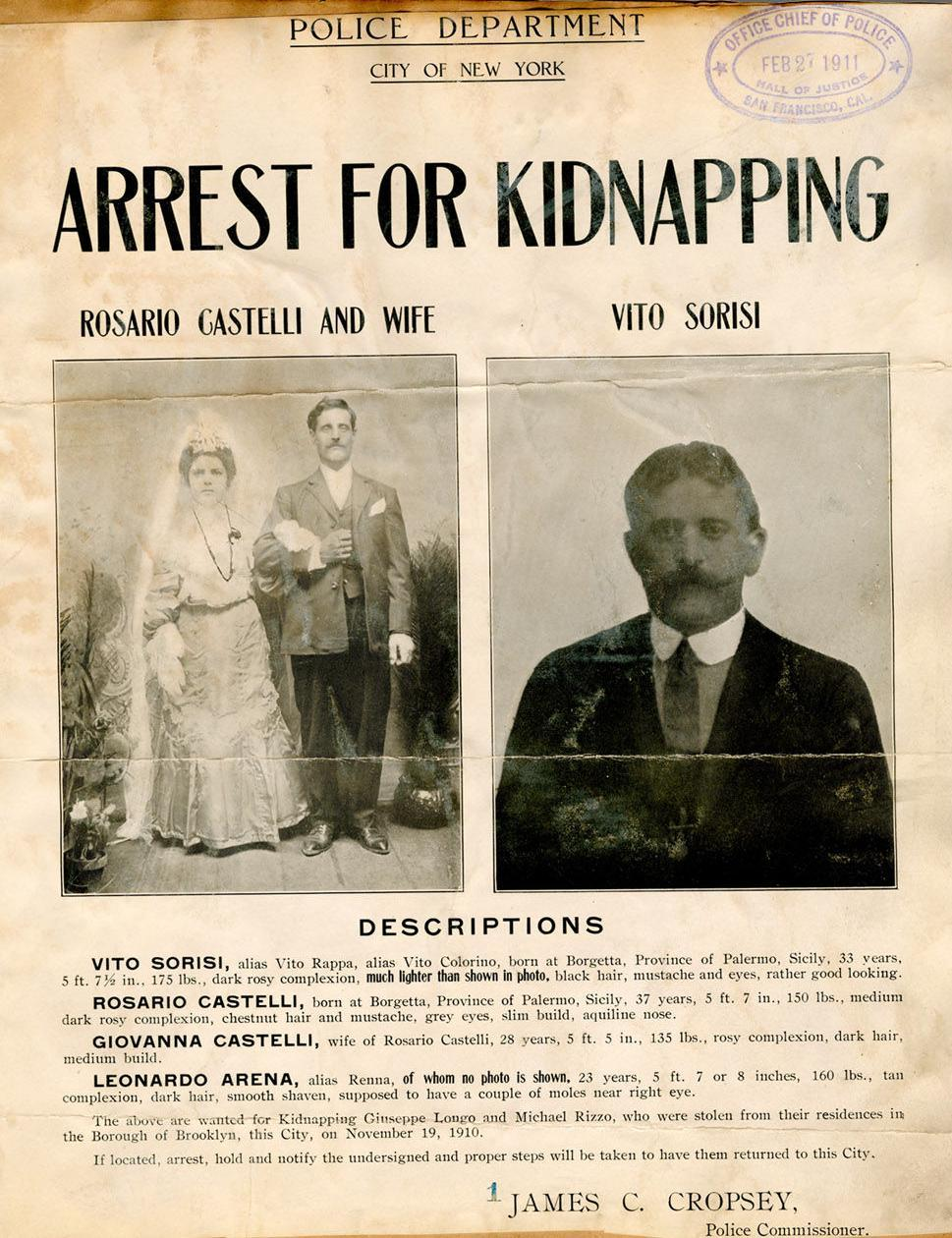
ملصق مطلوبين من اليد السوداء لقسم شرطة نيويورك عام 1910

اليد السوداء (بالإنجليزية: Black Hand (بالإيطالية: Mano Nera)‏) كانت نوعًا من أنواع عصابات الابتزاز الإيطالي. ظهرت عملية ابتزاز اليد السوداء في الأصل في القرن الثامن عشر، ووصلت إلى الولايات المتحدة في أواخر القرن التاسع عشر مع المهاجرين.
كانت «اليد السوداء» طريقة للابتزاز، وكان رجال العصابات من كامورا والمافيا يمارسون هذه الطريقة. أشارت الصحف الأمريكية في النصف الأول من القرن العشرين أحيانًا إلى «جمعية اليد السوداء» المنظمة، وهي مؤسسة إجرامية تتألف من الإيطاليين، ومعظمهم من المهاجرين الصقليين. ومع ذلك، عارض العديد من الصقليين وجودها واعترضوا على الصورة النمطية العرقية السلبية المرتبطة بها،  ولكن لم تكن هذه وجهة النظر الوحيدة بين الأمريكيين الإيطاليين. حيث نشرت صحيفة ذي ايفيننق تيليقراف، وهي صحيفة للجالية الإيطالية الأمريكية في مدينة نيويورك، نشرت افتتاحية في 13 مارس 1909م ردًا على اغتيال جوزيف بتروسينو، والتي قالت في جزء منها: «اغتيال بتروسينو هو يوم شرير بالنسبة إلى الإيطاليين في أمريكا، ولا أحد منا يستطيع بعد الآن إنكار وجود جمعية اليد السوداء في الولايات المتحدة».

## الأصل
يبحلول عام 1900 م، تم تأسيس عمليات اليد السوداء بقوة في المجتمعات الإيطالية في المدن الكبرى، بما في ذلك فيلادلفيا وشيكاغو ونيو أورلينز وسكرانتون وسان فرانسيسكو ونيويورك وديترويت. في عام 1907 م، تم اكتشاف مقر اليد السوداء في هيلزفيل بولاية بنسلفانيا، وهي قرية تقع على بعد أميال قليلة غرب نيو كاسل ، بنسلفانيا. أنشأت اليد السوداء في هيلزفيل مدرسة لتدريب الأعضاء على استخدام الخنجر. عادة ما يتم استهداف المهاجرين الأكثر نجاحًا، على الرغم من أن ما يصل إلى 90 ٪ من المهاجرين والعمال الإيطاليين في نيويورك والمجتمعات الأخرى كانوا مهددين بالابتزاز.
تتضمن تكتيكات اليد السوداء النموذجية إرسال رسالة إلى الضحية تهدد بإيذاء جسدي أو اختطاف أو حرق عمد أو قتل. ويطالب الخطاب بمبلغ محدد من المال ليتم تسليمه إلى مكان معين. وكان الخطاب غالباً مزينًا برموز تهديدية مثل مسدس أو حبل شنق أو جمجمة أو سكين يقطر بالدم أو يخترق قلب إنسان، وكثيرًا ما تم توقيعه بيد «مرفوعة في لفتة تحذير عالمية»، مطبوعًا أو مرسومًا بحبر أسود سميك.
يقول المؤلف مايك داش: «كانت هذه الميزة الأخيرة هي التي ألهمت صحفيًا يكتب لصحيفة نيويورك» هيرالد« للإشارة إلى الاتصالات بأحرف» اليد السوداء «- وهو الاسم الذي علق، وسرعان ما أصبح مرادفًا للجريمة في ليتل إيتالي.»  تم تبني مصطلح «اليد السوداء» بسهولة من قبل الصحافة الأمريكية وعمم على فكرة المؤامرة الإجرامية المنظمة، والتي أصبحت تعرف باسم «جمعية اليد السوداء».
تلقى تينور إنريكو كاروسو رسالة يد سوداء عليها يد سوداء وخنجر، وفيها طلب 2000 دولار. قرر أن يدفع، «وعندما أصبحت هذه الحقيقة معروفة للجمهور، تمت مكافأته على استسلامه بـ» كومة من رسائل التهديد بارتفاع قدم «، بما في ذلك آخر من نفس العصابة مقابل 15000 دولار».  وقام بإبلاغ الشرطة بالحادثة التي رتبت له تسليم الأموال في مكان تم الترتيب له مسبقًا، ثم ألقت القبض على رجلي أعمال إيطاليين أخذا الأموال.
في بعض الأحيان، استخدم المجرمون العنف ضد مسؤولي إنفاذ القانون الذين حاربوا مخططات اليد السوداء. من بين ضحايا الاغتيالات المرتبطة بعمليات اليد السوداء، قائد شرطة نيو أورليانز ديفيد هينيسي والملازم جوزيف بيتروسينو في إدارة شرطة نيويورك.

## روابط خارجية
- The Black Hand ، مقال بقلم جون بلاك في GangRule.com